# 二式陸用中級教練機
二式陸用中級教練機（日语：二式陸上中間練習機）是日本帝國海軍航空隊在第二次世界大戰時操作的一款中級教練機，軍內編號K10W，由九州飛機公司研發量產。該機型原本是為替換九三式中級教練機而開發，但因為設計修正耗時過長，最後並未成為主力教練機種。

## 簡介
在日本帝國海軍在1930年代中期逐漸量產單翼戰鬥機種後，1930年代初研發的雙翼中級教練機性能已不符未來需求，故開始物色新教具培訓飛行員。日本帝國海軍在昭和12年（1937年）委託三菱財閥向美國採購1架北美航空NA-16-4R、1架NA-16-4RW，兩架飛機皆使用出力為450匹馬力的引擎，但一架為搭配双葉螺旋槳的R-985引擎；另一架為搭配三葉螺旋槳的R-975引擎，日軍內給予它們KXA之代號，2架飛機在昭和13年（1938年）運抵日本測試，日本海軍對KXA機的評價相當滿意，三菱另外還買下了NA-16-4R型機的生產授權許可，因此可以相信日本獲得一部分的設計資料。日本海軍將飛機交給渡邊鐵工廠提供作為技術參考樣本，並要求該廠研發一款新型中級教練機。西方國家起初認為該機應該是NA-16的仿製品，但在日本戰敗後檢查實機後，發現除了類似的骨架外，兩架飛機基本上沒有任何技術共通性。
新教練機的計畫在昭和14年（1939年）開始，代號14試陸上中間作業練習機。昭和15年（1940年）1月開始研製，昭和16年4月原型機首度試飛。14試中練運用了平頭鉚釘鉚接之應力蒙皮構造、略為前掠的主翼設計、高長寬比的水平尾翼、固定式起落架，以及出力600匹馬力的發動機。但是在飛行測試時發現該機的縱向安定設計不足，飛行時會無預警地陷入螺旋狀態，且操作也過於複雜，不適合作為教練機使用。九州飛機為了解決設計瑕疵而增造16架原型機進行測試，最後改良的方案是將垂直尾翼的面積加大，自完成改良後直到測試核可並進入量產已經消耗2年的時間。
在二式陸用中教量產時，海軍開始將性能不足以適應戰場的舊式戰機撤回日本國內，並轉用於中級與高級教練用，這導致日軍短期間增加許多可用的教練機。之前計畫替換的九三式中級教練機則因為飛行穩定、操作容易、妥善率高因而轉用為初級教練，二式反而淪為定位尷尬的產物，因此僅在1年內少量生產了176架即停產，其中150架為日本飛行機公司代工製造，最後一架於1944年8月出廠。九州飛機在當時因為優先生產東海反潛巡邏機與白菊教練機，因此工廠並未開設量產線，而僅少量再製造了9架同型機。
該型教練機由於缺乏炸彈掛架，因此日軍並未計畫用於自殺特攻，日本戰敗時仍有78架仍在使用中，後全數遭到銷毀。

### 連結
1. 1 2  Hagedorn, 1997,
2. 1 2 3  Starkings, 2007, pp.26–31

### 書籍
- Fletcher, David. . Random Thoughts ("IPMS Canada"). 1995, 17 (4): 82–83  [2011-09-08]. （原始内容存档于2011-07-25）. （页面存档备份，存于）
- Hagedorn, Dan. . Specialty Press. 1997. ISBN 0-933424-76-0.
- Starkings, Peter. . Arawasi (Asahi Process, Tokyo). 2007, (7): 26–31  [2011-09-08]. （原始内容存档于2020-08-11）. （页面存档备份，存于）
- 九州　二式陸上中間練習機 （页面存档备份，存于）